# Дьюла Зілахі
Дьюла Зілахі (угор. Zilahy Gyula; 22 січня 1859, Зіла — 16 травня 1938, Будапешт) — угорський актор театру та кіно. У 1914—1915 роках разом з Александром Кордою він зняв декілька фільмів, у тому числі перший фільм Корди «Сторожовий будинок у Карпатах».
Зілахі народився як Дьюла Балог у 1859 році в Зілах (сьогодні Залеу, Румунія), і його кар'єра почалася в 1876 році. З 1880—1884 років він працював у Колозварі (сьогодні Клуж-Напока, Румунія), потім у Дебрецені (1885–87) і в Сегеді (1888).